# Белиз на летних Олимпийских играх 2016
Белиз на летних Олимпийских играх 2016 года был представлен 3 спортсменами в дзюдо и лёгкой атлетике. Знаменосцем сборной Белиза, как на церемонии открытия Игр, так и на церемонии закрытия был легкоатлет Брэндон Джонс. На Играх в Рио-де-Жанейро Джонс не смог преодолеть первый раунд в беге на 200 метров. По итогам соревнований сборная Белиза, принимавшая участие в своих двенадцатых летних Олимпийских играх, вновь осталась без медалей.

## Состав сборной
Дзюдо
1. Реник Джеймс

 Лёгкая атлетика
1. Брэндон Джонс
2. Кэти Сили

## Результаты соревнований

### Дзюдо
Соревнования по дзюдо проводились по системе с выбыванием. В утешительные раунды попадали спортсмены, проигравшие полуфиналистам турнира. Два спортсмена, одержавших победу в утешительном раунде, в поединке за бронзу сражались с дзюдоистами, проигравшими в полуфинале.
Мужчины
| Категория | Спортсмены   | 1/32 финала        | 1/16 финала          | 1/8 финала           | Четвертьфинал        | Полуфинал            | Финал                | Место |
| Категория | Спортсмены   | Соперник Результат | Соперник Результат   | Соперник Результат   | Соперник Результат   | Соперник Результат   | Соперник Результат   | Место |
| --------- | ------------ | ------------------ | -------------------- | -------------------- | -------------------- | -------------------- | -------------------- | ----- |
| до 90 кг  | Реник Джеймс | не участвовал      | NRUО. Уэра П 000:100 | завершил выступление | завершил выступление | завершил выступление | завершил выступление | 17    |

### Лёгкая атлетика
Мужчины
Беговые дисциплины
| Дисциплина        | Спортсмен     | Предварительный раунд | Предварительный раунд | Предварительный раунд | Четвертьфиналы | Четвертьфиналы | Четвертьфиналы | Полуфиналы | Полуфиналы | Полуфиналы | Финал | Финал |
| Дисциплина        | Спортсмен     | Забег                 | Время                 | Место                 | Забег          | Время          | Место          | Забег      | Время      | Место      | Время | Место |
| ----------------- | ------------- | --------------------- | --------------------- | --------------------- | -------------- | -------------- | -------------- | ---------- | ---------- | ---------- | ----- | ----- |
| бег на 200 метров | Брэндон Джонс |                       |                       |                       | не проводится  | не проводится  | не проводится  |            |            |            |       |       |

Женщины
Беговые дисциплины
| Дисциплина                    | Спортсмен | Предварительный раунд | Предварительный раунд | Предварительный раунд | Четвертьфиналы | Четвертьфиналы | Четвертьфиналы | Полуфиналы | Полуфиналы | Полуфиналы | Финал | Финал |
| Дисциплина                    | Спортсмен | Забег                 | Время                 | Место                 | Забег          | Время          | Место          | Забег      | Время      | Место      | Время | Место |
| ----------------------------- | --------- | --------------------- | --------------------- | --------------------- | -------------- | -------------- | -------------- | ---------- | ---------- | ---------- | ----- | ----- |
| бег на 100 метров с барьерами | Кэти Сили |                       |                       |                       | не проводится  | не проводится  | не проводится  |            |            |            |       |       |